# Vallstanäs

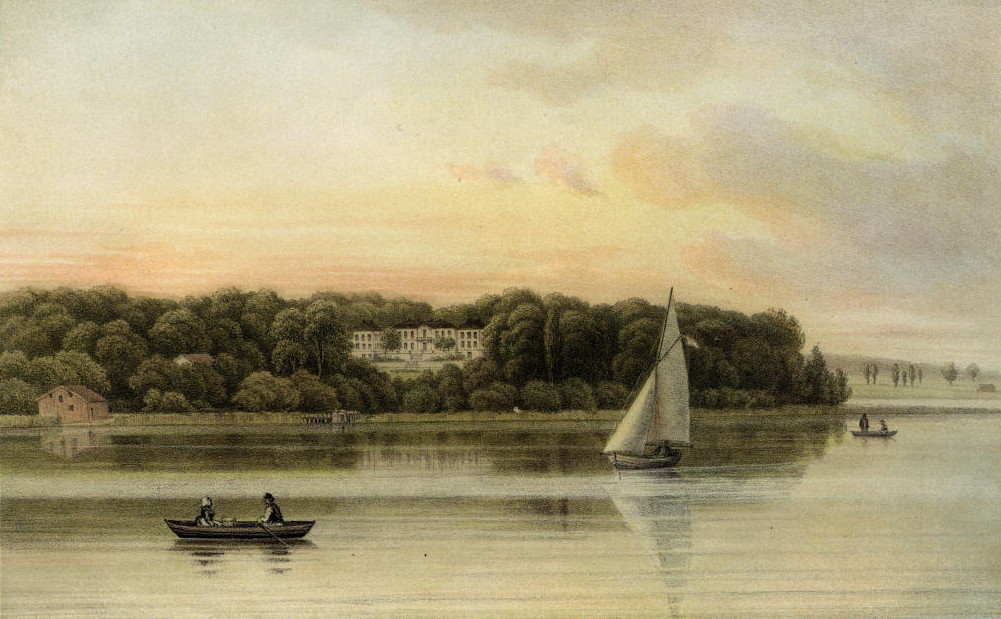
Vallstanäs och Fysingen 1881.

Vallstanäs är en herrgård vid sjön Fysingen i Norrsunda socken, Sigtuna kommun. Vallstanäs var en gång i tiden sockens största säteri och ett bra exempel på ett gods med storskalig produktion. Särskilt karakteristiskt är de många arbetarbostäderna och ekonomibyggnader som omger herrgården. 

## Historik

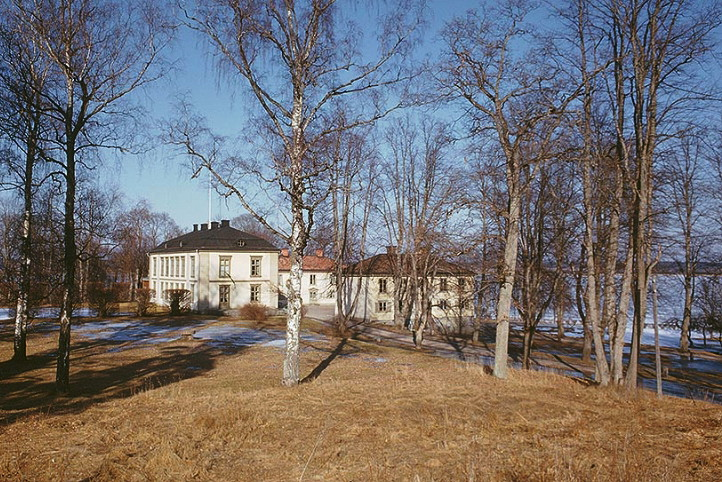
Vallstanäs 1964.

I dalgången, framför den ås där Vallstanäs herrgårdsanläggning nu ligger, låg i gamla tider byn Valsta (Walsta). År 1562 ägdes, av denna bys marker, två mantal frälse av Nils Ryning. Dennes son Olof ärvde i sin tur denna mark 1578. Efter Olofs död 1589 blev hans änka Karin ägare. Egendomen ärvdes 1612 av hennes syster Barbro Axelsdotter Bielke, änka efter riksrådet Gustaf Oxenstierna till Fiholms slott. 1612 fick hon Valsta till sätesgård. Valsta ärvdes 1624 av dottern Ebba, som var gift med riksrådet och sedermera överståthållaren Johan Eriksson Sparre. 1646 bekräftade drottning Kristina att Ebba helt ägde Valsta. Det var vid den här tiden som namnet Vallstanäs (Wallstanäs) för första gången blev omnämnt. Då uppfördes förmodligen även säteriets huvudbyggnad på den nuvarande platsen.
Den ryktbare hovjunkaren Erland Carlsson Broman, Fredrik I:s gunstling, köpte Vallstanäs 1750 efter att två år tidigare köpt Rosersbergs slott. 1805 lät kommerserådet David von Schinckel stifta det Schinckelska fideikommisset där Vallstanäs omkring 1790 kom att ingå. Omkring 1814 byggdes flyglarna och något senare tillkom huvudbyggnadens andra våning och den fick då i stort sett sitt nuvarande utseende, som är en blandstil mellan klassicism och nyrenässans.. En försäljning av Vallstanäs genomfördes år 1912 av det Schinckelska fideikommisset. Vidare byggdes lusthus och paviljonger, samt en teater i parken, som revs i början av 1950-talet. År 1941 köptes Vallstanäs av nuvarande ägarens farfar, Kurt Rinman. Anläggningen är inte öppen för allmänheten.

## Bilder

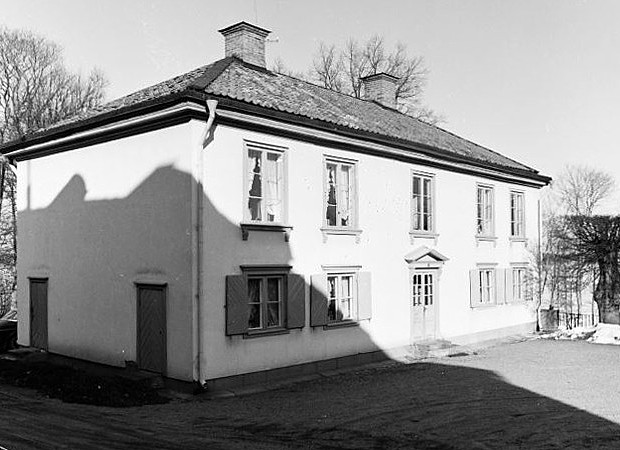
Norra flygeln 1962
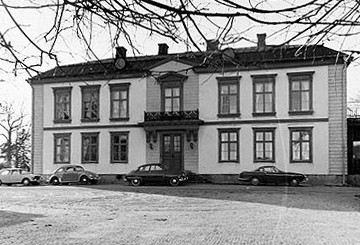
Huvudbyggnaden 1962
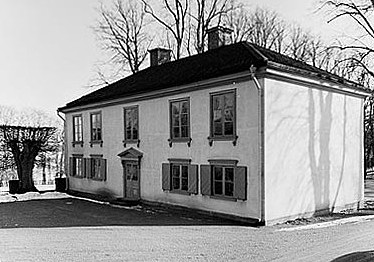
Södra flygeln 1962